# Izatha haumu
Izatha haumu (Maori name Pepepepe haumu o Ngāti Kuri) là một loài bướm đêm thuộc họ Oecophoridae. Nó là loài đặc hữu của New Zealand, ở đó nó được tìm thấy ở Aupouri peninsula of Northland.
Sải cánh dài 18–22 mm đối với con đực và khoảng 23 mm đối với con cái. Con trưởng thành bay vào tháng 10 and tháng 11..

## Etymology
The Māori word haumu means hairy and refers to the grizzled appearance of the moth.